# Nectandra cordata
Nectandra cordata, muena, es una especie de planta en la familia Lauraceae. Es endémica de Perú. 
Es un árbol, conocido sólo del material tipo, de los bosques de la cuenca del Marañón. Se desconoce el estado de conservación de los bosques de la Provincia de Alto Amazonas, pero tal localidad tipo está impactada por la destrucción de hábitat y la expansión agrícola y actividad maderera.

## Fuente
- World Conservation Monitoring Centre 1998. Nectandra cordata. 2006 IUCN Lista Roja de Especies Amenazadas; bajado 22 de agosto de 2007

- Datos: Q1334059